# Лај Ћау
Лај Ћау (виј. Lai Châu) је једна од 58 покрајина Вијетнама. Налази се у региону Северозапад (Вијетнам). Заузима површину од 9.112,3 km². Према попису становништва из 2009. у покрајини је живело 370.502 становника. Главни град је Lai Châu.